# 尾上村
尾上村（おのえむら）は、かつて青森県にあった村。

## 地理
- 河川：浅瀬石川、引座川

## 沿革
- 1889年（明治22年）4月1日 - 町村制施行により南津軽郡尾上村、追子野木村、久米村、高木村が合併し、尾上村が発足。
- 1937年（昭和12年）4月1日 - 南津軽郡金田村と合併し尾上町を新設して消滅。

## 出身著名人
- 宮川久一郎 (2代)（旧姓・西川、貴族院多額納税者議員）